# Aleuritopteris yalungensis
Aleuritopteris yalungensis là một loài thực vật có mạch trong họ Adiantaceae. Loài này được H.S. Kung miêu tả khoa học đầu tiên năm 1983.